# Coupe d'Afrique des nations de beach soccer 2021
Navigation
Charm el-Cheikh 2018 Mozambique 2022
La Coupe d'Afrique des nations de beach soccer 2021 est la 10e édition de la Coupe d'Afrique des nations de beach soccer. Elle se déroule du 23 au 29 mai 2021 à Saly, au Sénégal ; elle devait initialement se dérouler en 2020 en Ouganda.
La compétition est remportée par le Sénégal qui bat le Mozambique en finale (4-1). Les deux finalistes sont qualifiés pour la Coupe du monde de beach soccer 2021 en Russie.

## Désignation du pays hôte et report
La compétition devait initialement avoir lieu à Jinja, en Ouganda, du 23 au 29 novembre 2020,. Néanmoins, en raison de la pandémie de Covid-19 ainsi que de la montée des eaux sur les côtes du lac Victoria, l'Ouganda abandonne l'organisation du tournoi. Le Sénégal est alors choisi comme pays hôte avec un report de la compétition en mai 2021,.
En avril 2021, Augustin Senghor, président de la Fédération sénégalaise de football, annonce que la ville de Saly est choisie pour accueillir la compétition. 

## Qualification
Douze équipes participent aux qualifications qui sont prévus en un seul tour aller-retour les 26-27 mars et 9-10 avril 2021. Les matchs sont annoncés par la Confédération africaine de football le 4 mars 2021. 
Les six vainqueurs de ces confrontations rejoignent en phase finale à Dakar le Sénégal, pays organisateur et champion en titre, et l'Égypte, troisième de l'édition 2018. Le Nigeria, qui a concouru à toutes les éditions précédentes et qui s'est qualifié aux deux dernières Coupes du monde, ne participe pas à la compétition, la Fédération du Nigeria de football ayant dissous son équipe en raison de leurs mauvaises performances lors de la Coupe du monde 2019.
| Équipe 1                         | Résultat | Équipe 2      | Aller | Retour | T.a.b. | Réf.   |
| -------------------------------- | -------- | ------------- | ----- | ------ | ------ | ------ |
| Libye                            | Forfait  | Maroc         | -     | -      | -      | [ 10 ] |
| Seychelles                       | Forfait  | Madagascar    | -     | -      | -      | [ 11 ] |
| Comores                          | 8 - 17   | Mozambique    | 5 - 7 | 3 - 10 | -      | ,      |
| Burundi                          | 9 - 12   | Tanzanie      | 3 - 8 | 6 - 4  | -      | [ 14 ] |
| Ouganda                          | Forfait  | Ghana         | -     | -      | -      | [ 15 ] |
| République démocratique du Congo | Forfait  | Côte d'Ivoire | -     | -      | -      | [ 11 ] |

### Équipes qualifiées
| Équipe                           | Position                           | Participation | Meilleur résultat                                                |
| -------------------------------- | ---------------------------------- | ------------- | ---------------------------------------------------------------- |
| Sénégal                          | Pays hôte et tenant du titre       | 9e            | Vainqueur (2008, 2011, 2013, 2016, 2018)                         |
| Égypte                           | Troisième de l'édition 2018        | 10e           | Troisième (2006, 2011, 2016, 2018)                               |
| Ouganda                          | Vainqueur du tour de qualification | 1re           | Première participation                                           |
| Maroc                            | Vainqueur du tour de qualification | 8e            | Troisième (2013)                                                 |
| Tanzanie                         | Vainqueur du tour de qualification | 2e            | Septième (2018)                                                  |
| Mozambique                       | Vainqueur du tour de qualification | 4e            | Sixième (2009)                                                   |
| République démocratique du Congo | Vainqueur du tour de qualification | 1re           | Première participation Déclare forfait avant le début du tournoi |
| Seychelles                       | Vainqueur du tour de qualification | 2e            | Huitième (2015)                                                  |

## Ville et site
| [[Fichier:Senegal location map.svg\|300px\|{{#if:\|{{{alt}}}\|Ville hôte de la compétition est dans la page Sénégal.]]Saly Ville hôte de la compétition (Sénégal) |

La ville de Saly accueille la compétition. Un site temporaire, le stade de beach soccer de Saly, est érigé en 2021 sur sa plage, en face du Centre médico-sportif Léopold S. Senghor. Sa capacité est de 1 000 places.

## Tirage au sort
Le tirage au sort se déroule le 29 avril 2021 au Caire.
Le Sénégal, pays hôte et l'Égypte, l'équipe la mieux classée en 2018 en dehors du Sénégal, sont têtes de série et placés respectivement dans les groupes A et B.
Les six autres équipes sont sujettes à un tirage au sort intégral.

## Compétition

### Groupe A
| Rang | Équipe                           | Pts | J | G | N | P | Bp | Bc | Diff |
| ---- | -------------------------------- | --- | - | - | - | - | -- | -- | ---- |
| 1    | Sénégal                          | 6   | 2 | 2 | 0 | 0 | 8  | 2  | +6   |
| 2    | Ouganda                          | 3   | 2 | 1 | 0 | 1 | 5  | 8  | -3   |
| 3    | Tanzanie                         | 0   | 2 | 0 | 0 | 2 | 4  | 7  | -3   |
| 4    | République démocratique du Congo | 0   | 0 | 0 | 0 | 0 | 0  | 0  | 0    |

- Sélection qualifiée pour les demi-finales
- Sélection qualifiée pour le match pour la 5e place
- Sélection ayant déclaré forfait

| 23 mai 2021   | Ouganda | 1 – 5 | Sénégal | Stade de beach soccer de Saly |
| 17 h 30 UTC+0 |         |       |         |                               |
|               | Rapport |       |         |                               |

| 24 mai 2021   | Tanzanie | 3 – 4 | Ouganda | Stade de beach soccer de Saly |
| 16 h 15 UTC+0 |          |       |         |                               |
|               | Rapport  |       |         |                               |

| 26 mai 2021   | Sénégal | 3 – 1 | Tanzanie | Stade de beach soccer de Saly |
| 17 h 30 UTC+0 |         |       |          |                               |
|               | Rapport |       |          |                               |

### Groupe B
| Rang | Équipe     | Pts | J | G | N | P | Bp | Bc | Diff |
| ---- | ---------- | --- | - | - | - | - | -- | -- | ---- |
| 1    | Mozambique | 9   | 3 | 3 | 0 | 0 | 16 | 10 | +6   |
| 2    | Maroc      | 6   | 3 | 2 | 0 | 1 | 10 | 6  | +4   |
| 3    | Égypte     | 3   | 3 | 1 | 0 | 2 | 20 | 13 | +7   |
| 4    | Seychelles | 0   | 3 | 0 | 0 | 3 | 6  | 24 | -18  |

- Sélection qualifiée pour les demi-finales
- Sélection qualifiée pour le match pour la 5e place
- Sélection dernière du tournoi

| 23 mai 2021  | Égypte  | 5 – 7 | Mozambique | Stade de beach soccer de Saly |
| 15 h 0 UTC+0 |         |       |            |                               |
|              | Rapport |       |            |                               |

| 23 mai 2021   | Maroc   | 5 – 1 | Seychelles | Stade de beach soccer de Saly |
| 16 h 15 UTC+0 |         |       |            |                               |
|               | Rapport |       |            |                               |

| 24 mai 2021   | Mozambique | 7 – 3 | Seychelles | Stade de beach soccer de Saly |
| 17 h 30 UTC+0 |            |       |            |                               |
|               | Rapport    |       |            |                               |

| 25 mai 2021   | Seychelles | 2 – 12 | Égypte | Stade de beach soccer de Saly |
| 16 h 15 UTC+0 |            |        |        |                               |
|               | Rapport    |        |        |                               |

| 25 mai 2021   | Mozambique | 2 – 1 | Maroc | Stade de beach soccer de Saly |
| 17 h 30 UTC+0 |            |       |       |                               |
|               | Rapport    |       |       |                               |

| 26 mai 2021   | Égypte  | 3 – 4 | Maroc | Stade de beach soccer de Saly |
| 16 h 15 UTC+0 |         |       |       |                               |
|               | Rapport |       |       |                               |

### Match pour la cinquième place
| 28 mai 2021  | Tanzanie | 2 – 4 | Égypte |  |
| 15 h 0 UTC+0 |          |       |        |  |
|              | Rapport  |       |        |  |

### Demi-finales
| 28 mai 2021   | Sénégal | 3 – 2 | Maroc | Stade de beach soccer de Saly |
| 16 h 15 UTC+0 |         |       |       |                               |
|               | Rapport |       |       |                               |

| 28 mai 2021   | Mozambique | 6 – 3 | Ouganda | Stade de beach soccer de Saly |
| 17 h 30 UTC+0 |            |       |         |                               |
|               | Rapport    |       |         |                               |

### Match pour la troisième place
| 29 mai 2021   | Maroc   | 5 – 3 | Ouganda | Stade de beach soccer de Saly |
| 16 h 15 UTC+0 |         |       |         |                               |
|               | Rapport |       |         |                               |

### Finale
| 29 mai 2021   | Sénégal | 4 – 1 | Mozambique | Stade de beach soccer de Saly |
| 17 h 30 UTC+0 |         |       |            |                               |
|               | Rapport |       |            |                               |

## Récompenses individuelles
Le Mozambicain Nelson Manuel remporte le trophée du meilleur joueur, ainsi que celui du meilleur buteur (10 buts). Le gardien sénégalais Al Seyni Ndiaye, qui n'a encaissé que quatre buts, est désigné meilleur gardien pour la sixième fois.

### Classement des buteurs
10 buts
- Nelson Manuel

9 buts
- Hossam "Paulo" Hassan
- Rachide Sefo Smith

6 buts
- Rabi Aboutalbi

5 buts
- Raoul Mendy

4 buts
- Emmanuel Alex Wasswa
- Babacar Fall
- Ahmed Elshahat
- Nassim El Hadaoui

3 buts
- Isma Kawawulo
- Jean Ninou Diatta
- Ronny Bamboche

2 buts
- Baker Lukooya
- Mamadou Sylla
- Jaruph Rajab Juma
- Stephano Walles Mapunda
- Haitham Mahsoub
- Mohamed Hassan
- Abdelrahman Hassan
- Eslam Salama
- Yuran Jose Malate
- Driss Ghannam

1 but
- Rica Byaruhanga
- Paul Lule
- Pope Boye
- Kashiru Salumu Said
- Ismail Gambo
- Abdelaziz Abdelaziz
- Ahmed Fayed
- Hassane Hussein
- Fadil Ainadine
- Ramossete Cumbe
- Yassine Kerroum
- Kamal El Mahrouk
- Ismail El Ouariry
- Sami Iazal
- Yassir Abada
- Lorddy Autre
- Terence Amade
- Robinson Gift